# 뷰티 바이블 2017
《뷰티 바이블 2017》은 KBS 드라마의 텔레비전 프로그램이다.

## 방송 개요
- 식상했던 뷰티 프로그램에서 벗어나 트렌디한 아름다움을 전달하는 신개념 뷰티 프로그램

## 방송 시간
- 매주 토요일 저녁 8:20

## 출연자
- 한혜진
- 임수향
- 유라